# Electra (Teksas)
Electra je grad u američkoj saveznoj državi Teksas. Prema popisu stanovništva iz 2010. u njemu je živjelo 2.791 stanovnika.